# Risto Näätänen
Risto Näätänen (Helsinki, 14 giugno 1939 – 5 ottobre 2023) è stato uno psicologo finlandese pioniere nel campo delle neuroscienze cognitive e conosciuto in tutto il mondo come uno degli scopritori della negatività da discordanza elettrofisiologica. Fu uno dei pochi ad essere designato professore permanente all'interno dell'Accademia di Finlandia, organismo sotto la tutela del governo finlandese per quanto riguarda la ricerca scientifica. In pensione dal 2007, fu designato professore emerito sempre di questa associazione. Insegnò dal 2007 all'Università di Tartu.

## Biografia

### Istruzione
Cominciò a studiare psicologia all'Università di Helsinki nel 1958 per poi concentrarsi sull'elettrofisiologia nel laboratorio di Donald B. Lindsley all'Università della California, a Los Angeles, dal 1965 al 1966. Un anno dopo, sotto la supervisione di Lindsley, presentò all'Università di Helsinki la sua tesi dottorale sui meccanismi del cervello concernente l'attenzione selettiva. Già da allora il suo lavoro iniziò ad avere un peso per la scienza.

### Carriera
Nel 1975, all'età di 36 anni, aveva già pubblicato 13 articoli e fu dunque nominato professore di psicologia generale all'Università di Helsinki. Rimase in quel dipartimento fino al 1999 ma nel 1983 dovette andare in congelo essendo stato nominato professore all'interno dell'Accademia di Finlandia. Divenne il fondatore dell'Unità di ricerca cerebro-cognitiva all'Università di Helsinki, unità di cui sarà direttore dal 1991 al 2006.
Dal 2008 fu professore di neuroscienze cognitive all'Università di Tartu, in Estonia. Fu visiting professor al Centro di Neuroscienze funzionali integrative dell'Università di Aarhus, in Danimarca, ma mantenne contatti con l'Università di Helsinki. Nel 2014 venne designato professore emerito dell'Accademia di Finlandia.
Ebbe un ruolo attivo in redazioni e riviste specializzate (come la Brain Research, l'International Journal of Psychophysiology, il Journal of Cognitive Neuroscience e il NeuroReport). Ha pubblicato molti articoli derivanti da collaborazioni con migliaia di ricercatori. Secondo Google Scholar, Näätänen condivide con Teuvo Kohonen il fatto di essere lo scienziato più citato nella storia finlandese ed estone.

## Lascito
Il suo lavoro ruota attorno alla mismatch negativity (MMN), scoperta dapprima insieme a Anthony W.K. Gaillard e Sirkka Mäntysalo nell'ambito della reinterpretazione delle scoperte primarie circa l'effetto di un'attenzione selettiva precoce (scoperta di Steven Hillyard), come una conseguenza di esperimenti portati avanti nell'estate del 1975 da Sirkka Mäntysalo nel cosiddetto Istituto della percezione a Soesterberg, nei Paesi Bassi. La MMN è stata definita come un componente del potenziale evento-correlato, derivante da rilevazioni fatte da elettroencefalografia mediante elettrodi attaccati al cuoio capelluto.
Questa scoperta ha avuto un impatto sugli studi della percezione, così come sugli studi di sviluppo cognitivo e sulla teoria delle intelligenze multiple. L'interesse di Risto Näätänen, in realtà, è perlopiù clinico: anomalie della MMN sono associate ad alcolismo, psicosi in schizofrenia, malattia di Alzheimer, malattia di Parkinson, dislessia. Sfaccettature della MMN sono collegate alla predizione di risveglio di pazienti in coma ma, tuttavia, essa rimane uno strumento di studio e non è ancora conforme ai criteri di ricerca per quanto concerne decisioni riguardo al continuare l'uso o meno di supporti vitali.
Con le sue ricerche, Risto Näätänen ha avuto anche un peso importante nella politica per quanto riguarda la viabilità in Finlandia. Ha condotto, infatti, studi sul comportamento del traffico, sotto la presidenza di Urho Kekkonen, che hanno portato all'introduzione di limiti di velocità nelle strade finlandesi. Nel 2013 ha lanciato un messaggio di speranza, affinché la MMN possa essere implementata anche nelle scuole.

## Opere principali

### Libri
- Comportamenti sulla strada ed incidenti (1976)
- La funzione del cervello e l'attenzione (1992)
- Mismatch Negativity: Una sonda sulla percezione uditiva e cognitiva nella ricerca basica e nel campo medico (2003)

### Articoli
- The N1 wave of the human electric and magnetic response to sound - a review and an analysis of the component structure (1987, Psychophysiology, 24(4), 375-425)
- Early selective-attention effect on evoked potential reinterpreted. (1978, Acta Psychologica, 42(4), 313-29)
- The role of attention in auditory information-processing as revealed by event-related potentials and other brain measures of cognitive function (1990, Behavioral and Brain Sciences, 13(2), 201-232)
- Language-specific phoneme representations revealed by electric and magnetic brain responses (1997, Nature, 385(6615), 432-434)

## Premi e riconoscimenti
- Titolo onorario di Senior Research Fellow, Università di Dundee, Scozia (1979)
- The Purkinje Prize, Praga, Cecoslovacchia (1988)
- Cavaliere dell'ordine della rosa bianca di Finlandia (1990)
- Primo premio della fondazione culturale finlandese (1990)
- Premio della sicurezza del traffico dell'organizzazione dei trasporti finlandese (1992)
- The Distinguished Contributions Award of the Society for Psychophysiological Research (SPR), Washington D.C., USA (1995)
- George Soros Professore di psicologia, Università di Tartu, Estonia (1996)
- The First National Science Award of Finland, Ministro dell'istruzione, Finlandia (1997)
- Dottore onorario di psicologia, University di Jyväskylä (2000)
- Dottore onorario di scienze sociali, University di Tartu, Estonia (2000)
- The 20th Anniversary of IOP Award for Highly Exceptional and Prize-Worthy Contributions to Psychophysiology and Related Neurosciences (International Organization of Psychophysiology, Montreal, Canada, 2002)
- Fellow of the World Innovation Foundation, U.K. (2005)
- The Honoured Fellow, The Russian Society for BioPsychiatry (RSBP) and The Russian Neuroscience Society (RNS), Russia (2005)
- The Senior Prize of the Finnish Psychological Societies and Associations, Tampere, Finlandia (2006)
- Dottore onorario di neuroscienze cognitive, Università di Barcelona, Catalonia, Spagna (2007)
- Nordic Prize per la ricerca nell'ambito dei disordini dello sviluppo neurologico, Svezia (2007)
- Dottore onorario di neuroscienze, Università di San Pietroburgo (2008)
- Dottore onorario della Facoltà di medicina, Università di Helsinki, Helsinki, Finland (2010)
- The Grand Medal dell'Università di Tartu, Tartu, Estonia (2010)
- Association for Psychological Science, Fellow, Washington, DC, USA (2011)
- Primo premio scientifico dell'accademia di scienze e lettere finlandesi, Finlandia (2011)
- Commendatore dell'ordine del leone di Finlandia (2012)
- Medaglia d'oro dell'associazione finlandese di psicologia, Finlandia (2012)